# محمد عثمان ادو
محمد عثمان ادو (انگلیسی: Muhammed Usman Edu؛ زادهٔ ۲ مارس ۱۹۹۴) بازیکن فوتبال اهل نیجریه است.
از باشگاه‌هایی که در آن بازی کرده‌است می‌توان به Hapoel Hadera اشاره کرد.
وی همچنین در تیم ملی فوتبال زیر ۲۳ سال نیجریه بازی کرده‌است.
وی در مسابقات کشوری و بین‌المللی در مجموع برندهٔ ۱ مدال برنز شده‌است.